# كوتلنيكي
كوتلنيكي (بالروسية: Котельники) هي إحدى مدن روسيا في الكيان الفدرالي الروسي موسكو أوبلاست.

## أعلام
- نيكولاي أبراموف